# Tiền Hoằng Tá
Tiền Hoằng Tá (giản thể: 钱弘佐; phồn thể: 錢弘佐; bính âm: Qián Hóngzuǒ) (14 tháng 8, 928-22 tháng 6, 947), tên tự Nguyên Hựu (元祐), là quốc vương thứ ba của nước Ngô Việt thời Ngũ Đại Thập Quốc.

## Thân thế
Tiền Hoằng Tá sinh ngày Kỉ Tị, tức 26 tháng 7 năm Bảo Chính thứ 3 (14 tháng 8 năm 928), tức năm Mậu Tý, tại Công Thần đường. Ông là con thứ sáu của Tiền Truyền Quán, cha ông khi đó đang phụng sự dưới quyền ông nội Tiền Lưu, và giữ chức lưu hậu của hai đạo lớn trong nước là Trấn Hải và Trấn Đông. Mẹ của ông là Hứa thị, bà là thiếp của Tiền Truyền Quán. Ban đầu, khi Tiền Truyền Quán hơn 30 tuổi mà chưa có con đích với vợ chính Mã thị, Tiền Lưu lại không cho quan lại của Ngô Việt nạp thiếp, do vậy Mã thị đến gặp Tiền Lưu để xin cho Tiền Truyền Quán được miễn. Tiền Lưu cho phép Tiền Truyền Quán nạp thêm thiếp, và họ sinh cho Tiền Nguyên Quán nhiều con.
Tiền Lưu mất năm 922, Tiền Truyền Quán kế vị và đổi tên thành Tiền Nguyên Quán, Anh thứ năm của ông là Tiền Hoằng Tổn ban đầu được lập làm thế tử, Tiền Nguyên Quán cho xây phủ ở thành bắc. Một ngày, khi Tiền Hoằng Tá và Tiền Hoằng Tổn cùng chơi bạc ở Thanh Sử lâu, Tiền Hoằng Tổn đột nhiên nói với Tiền Hoằng Tá "chốn quân vương là doanh phủ thự của ta, nay cùng ngươi đánh cuộc." Tuy nhiên, đến lần ném thứ tư thì Tiền Hoằng Tá được lục xích, Tiền Hoằng Tổn thất sắc. Tiền Hoằng Tá bình tĩnh nói "[Khi] Ngũ ca nhập phủ, ta sẽ nhận phù ấn của tướng." Tiền Hoằng Tá vái lậy Tiền Hoằng Tổn, song Tiền Hoằng Tổn tức giận ném bàn xúc xắc xuống dưới lầu.
Tiền Hoằng Tổn mất năm 940. Tiền Hoằng Tá do vậy được bổ nhiệm làm tiết độ phó sứ của Trấn Hải và Trấn Đông, kiểm hiệu thái phó. Năm 941, Tiền Nguyên Quán lâm bạo bệnh, nhằm dò xét sự trung hậu của Nội đô giám Chương Đức An (章德安), quốc vương hỏi rằng Tiền Hoằng Tá còn trẻ thì nên chọn ai tuổi cao trong vương tộc để kế vị, song Chương Đức An nói rằng dù Tiền Hoằng Tá còn trẻ song quần hạ phục tính anh mẫn của ông. Tiền Nguyên Quán bảo Chương Đức An phụ giúp cho Tiền Hoằng Tá, rồi qua đời vào ngày Tân Hợi (24) tháng 8 (17 tháng 9). Nội nha chỉ huy sứ Đái Uẩn (戴惲) có vợ là thân nhân với nhũ mẫu của Tiền Hoằng Hựu (con nuôi của Tiền Nguyên Quán), người này rất thân thiết và được Tiền Nguyên Quán ủy thác hầu hết quân sự. Do có tin đồn rằng Đái Uẩn mưu lập Tiền Hoằng Hựu nên Chương Đức An bí mật không phát tang. Chương Đức An cùng các tướng mưu tính, đến ngày Nhâm Tý (25) cùng tháng (18 tháng 9) thì cho giáp sĩ phục kích bắt Đoàn Uẩn rồi giết chết, phế Tiền Hoằng Hựu làm thứ nhân, đổi về họ Tôn, giam lỏng ở Minh châu. Hôm đó, theo di mệnh của Tiền Nguyên Quán, tướng lại thừa chế lập Tiền Hoằng Tá làm tiết độ sứ của Trấn Hải và Trấn Đông. Ngày Canh Thân (3) tháng 9 (26 tháng 9), Tiền Hoằng Tá tức vương vị, khi đó ông mới 14 tuổi, tại Thiên Cư đường.

## Trị vì
Tiền Hoằng Tá sai Thừa tướng Tào Trọng Đạt (曹仲達) nhiếp chính. Ngày Tân Mùi (14) cùng tháng (7 tháng 10), ông dời vào Tu Chính đường, mệnh miễn thuế một năm trong lãnh địa. Khi trong quân phàn nàn về việc ban thưởng không đều, giơ trượng không nhận, các tướng không thể chế phục được, đến khi Tào Trọng Đạt đích thân đến phủ dụ thì tất cả mới buông trượng mà bái.
Tiền Hoằng Tá được mô tả là một quốc vương ôn hòa cung cẩn, thích sách vở, có lễ với kẻ sĩ, cung cần chính vụ, có thể phát giác các gian trá bị giấu diếm. Một lần, khi biết chính quyền Ngô Việt tích trữ được thóc lúa đủ dùng cho mười năm, ông hạ lệnh miễn thuế ba năm trong lãnh địa. Ngày Canh Tuất (25) tháng 12 cùng năm (14 tháng 1 năm 942), Hậu Tấn Cao Tổ Thạch Kính Đường bổ nhiệm Tiền Hoằng Tá là Trấn Hải-Trấn Đông quân tiết độ sứ, kiêm Trung thư lệnh, phong tước Ngô Việt quốc vương. Ngày Quý Mão (19) tháng 2 (8 tháng 3 năm 942), Tiền Hoằng Tá ra sắc táng vua cha ở cánh đồng phía nam Long Sơn.
Tiền Hoằng Tá mới cai trị, Thượng thống quân sứ Khám Phan (闞璠) ngang ngược hung bạo, bài xích người bất đồng chính kiến, Tiền Hoằng Tá không thể chế phục. Nội nha thượng đô giám sứ Chương Đức An nhiều lần tranh đấu với Khám Phan, Hữu đô giám sứ Lý Văn Khánh (李文慶) thì không tuân phục Khám Phan. Ngày Ất Tị (1) tháng 7 năm Quý Mão (1 tháng 8 năm 943), Chương Đức An bị biếm đến Xử châu và Lý Văn Khánh bị biếm đến Mục châu, Khám Phan và Hữu thống quân sứ Hồ Tiến Tư (胡進思) càng tùy tiện làm càn. Ngày Mậu Tý (14) tháng 11 (13 tháng 12), Tiền Hoằng Tá nạp phi Ngưỡng thị, bà là con gái của Ninh Quốc tiết độ sứ -Đồng bình chương sự Ngưỡng Nhân Thuyên. (Trước đó ông kết hôn với Đỗ thị.)
Năm 944, láng giềng ở phía nam của Ngô Việt là Mân đại loạn, tướng Chu Văn Tiến giết Quốc vương Vương Diên Hy và đoạt quyền kiểm soát kinh thành Phúc châu và xưng đế. Chu Văn Tiến sai con em đến Ngô Việt làm con tin nhằm cầu viện khi phải giao chiến với em của Vương Diên Hi là Vương Diên Chính. Sau khi Chu Văn Tiến bị ám sát, Vương Diên Chính kiểm soát toàn lãnh thổ Mân, song Lý Nhân Đạt lại nổi dậy tại Phúc châu. Khi Kiến châu bị Nam Đường tiến công, Vương Diên Chính sai sứ phụng biểu xưng thần với Ngô Việt, xin làm nước phụ dung để cầu cứu. Tuy nhiên, Kiến châu sau đó thất thủ trước quân Nam Đường, nước Mân diệt vong, Lý Nhân Đạt trở thành chư hầu của Nam Đường và tiếp tục cai quản Phúc châu.
Trình Chiêu Duyệt (程昭悅) nguyên là một người giàu có, trước kia dùng của cải để kết thân với Nội đô giám sứ Đỗ Chiêu Đạt (杜昭達) và Khám Phan nên được làm cận thần cho Tiền Hoằng Tá. Trình Chiêu Duyệt là người giảo nịnh, lấy được lòng của Tiền Hoằng Tá, được sủng đãi hơn cả tướng lâu năm, Khám Phan do vậy bức xúc. Trình Chiêu Duyệt biết vậy nên đến gặp Khám Phan và lạy đầu sát đất tạ tội, Khám Phan trách móc một lúc lâu rồi lại nói rằng "Ta ban đầu quyết muốn giết ngươi, nay đã hối rồi, ta cũng bỏ qua". Trình Chiêu Duyệt nghe thấy vậy thì lo sợ, lập mưu loại trừ Khám Phan. Khám Phan là người chuyên tâm song cố chấp, quốc nhân có nhiều người ghét, Tiền Hoằng Tá cũng vậy. Trình Chiêu Duyệt muốn đẩy Khám Phan đi xa nhưng sợ bị phát hiện, bèn hợp mưu với Hồ Tiến Tư, Hồ Tiến Tư đề nghị Tiền Hoằng Tá bổ nhiệm Khám Phan làm Minh châu thứ sử và Hồ Tiến Tư làm Hồ châu thứ sử. Khám Phan thoạt đầu tức giận, song do Hồ Tiến Tư thuyết phục nên chấp thuận. Mẹ của Nội ngoại mã bộ đô thống quân sứ Tiền Nhân Tuấn (錢仁俊) là cô của Đỗ Chiêu Đạt, Trình Chiêu Duyệt nhân đó vu cáo Khám Phan và Đỗ Chiêu Đạt âm mưu tác loạn để tôn Tiền Nhân Tuấn làm tân vương. Ngày Ất Mão (22) tháng 11 năm Ất Tị (29 tháng 12 năm 945), Tiền Hoằng Tá cho giết Đỗ Chiêu Đạt. Đến ngày Kỉ Mùi (26) cùng tháng (2 tháng 1 năm 946) thì cho giết Khám Phan. Tiền Hoằng Tá cho bãi chức quan của Tiền Nhân Tuấn, giam lỏng tại Đông phủ. Nhân cơ hội này, Trình Chiêu Duyệt buộc tội người trong đảng của Khám Phan và Đỗ Chiêu Đạt, khiến hơn 100 người bị giết hoặc bị lưu đày. Quốc nhân sợ Trình Chiêu Duyệt, không dám nhìn thẳng vào người này.
Năm 946, Hoàng đế Lý Cảnh của Nam Đường sai Xu mật sứ Trần Giác đến Phúc châu để thuyết phục Lý Nhân Đạt nhập triều (tức để Nam Đường quản lý trực tiếp Phúc châu). Khi Lý Nhân Đạt từ chối, Trần Giác sửa chiếu tự mình tập hợp binh sĩ tấn công Phúc châu. Lý Nhân Đạt sai sứ giả đến cầu viện Ngô Việt, Tiền Hoằng Tá triệu các tướng đến bàn thảo, song hầu hết mọi người đều phản đối cứu viện vì cho rằng đường xa hiểm trở. Tiền Hoằng Tá nói rằng mình là thiên hạ nguyên soái, từng không thể cứu lân đạo, chê trách tướng sĩ. Đến ngày Nhâm Ngọ (25) tháng 10 (21 tháng 11), Tiền Hoằng Tá khiển Thống quân sứ Trương Quân (張筠) và Triệu Thừa Thái (趙承泰) đem ba vạn binh theo đường thủy và bộ đến cứu Lý Nhân Đạt.
Trình Chiêu Duyệt nhiều lần tụ tập tân khách, chứa binh khí, cùng thuật sĩ ngao du. Tiền Hoằng Tá muốn giết Trình Chiêu Duyệt, cùng bàn với Thủy Khâu Chiêu Khoán (水丘昭券) và Nội nha chỉ huy sứ Trữ Ôn (儲溫) bắt Trình Chiêu Duyệt trong phủ đệ, rồi đưa đến Đông phủ, xử chém vào ngày Kỉ Mão tháng 3 năm Đinh Mùi (18 tháng 3 năm 947). Tiền Hoằng Tá cũng cho thả Tiền Nhân Tuấn.
Sang tháng 3 ÂL, Tiền Hoằng Tá lại phát thủy binh do Dư An (余安) chỉ huy theo đường biển đến cứu Phúc châu, song ban đầu không thể đổ bộ. Tướng Nam Đường là Phùng Diên Lỗ (馮延魯) cho rằng để quân Ngô Việt đổ bộ thì sẽ tiêu diệt được toàn bộ. Tuy nhiên, quân Ngô Việt sau khi đổ bộ thì rất phấn khích, Phùng Diên Lỗ không địch nổi, bỏ binh sĩ mà chạy. Quân Ngô Việt thừa thắng mà tiến, trong thành Phúc châu cũng xuất binh, giáp kích quân Nam Đường, giành được đại thắng. Sau khi Phúc châu được giải vây, Trương Quân và Dư An trở về Ngô Việt. Tiền Hoằng Tá khiển Đông Nam an phủ sứ Bào Tu Nhượng (鮑修讓) đem binh Ngô Việt đóng tại Phúc châu. Ông cũng cho em là Đông phủ an phủ sứ Tiền Hoằng Tông làm thừa tướng.
Tiền Hoằng Tá mất ngày Ất Mão (2) tháng 6 cùng năm (22 tháng 6), di lệnh để Tiền Hoằng Tông làm Trấn Hải-Trấn Đông tiết độ sứ, kiêm Thị trung, Tiền Hoằng Tông sau đó nắm quyền cai quản nước Ngô Việt.